# Marguerite-Élisabeth de Mecklembourg-Gadebush
Marguerite-Élisabeth de Mecklembourg-Gadebush (Schönberg, Allemagne, 11 juillet 1584 - Güstrow le 16 novembre 1616) est une noble allemande.

## Biographie
Elle est la fille du duc Christophe de Mecklembourg-Gadebush (en) (1537-1592) et de la princesse Élisabeth de Suède (1549-1597). Le 9 octobre 1608 elle se marie à Stockholm avec Jean-Albert II de Mecklembourg-Güstrow (1590-1636), fils du duc Jean VII de Mecklembourg-Schwerin (1558-1592) et de Sophie de Schleswig-Holstein-Gottorp (1569-1634). De ce mariage naissent:
- Jean de Mecklembourg-Güstrow (1611-1612)
- Élisabeth-Sophie de Mecklembourg-Güstrow (1613-1676) qui épouse en 1635 Auguste II de Brunswick-Wolfenbüttel
- Christine de Mecklembourg-Güstrow (1615-1666), en 1640, elle épouse François de Saxe (décédé en 1642), veuve, elle épouse en 1650 Christian-Louis Ier de Mecklembourg-Schwerin (décédé en 1692), divorcés en 1663.
- Charles Henri (1616-1618)